# Follower
Výraz follower pochází z angličtiny, do češtiny se překládá jako stoupenec, přívrženec, následovatel a ve volném překladu jako sledující. V informační společnosti je jako follower definována osoba, která se rozhodne pravidelně přijímat něčí zprávy prostřednictvím služby sociálních médií (př. a celebrity with thousands of followers on Twitter).

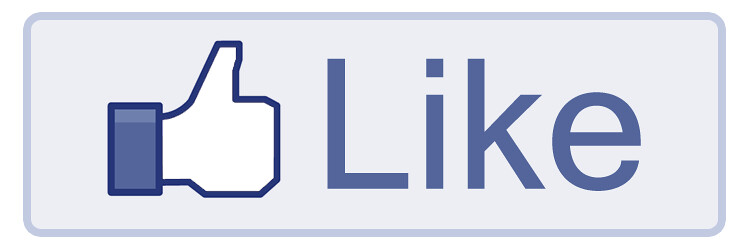
Likování - jedna z hlavních možností followera

## Další významy pojmu follower
Výraz / pojem follower se vyskytuje v několika dalších významech:
1. osoba, která podporuje a obdivuje určitou osobu nebo soubor myšlenek (př. the followers of Mahatma Gandhi)
2. člověk, který se velmi zajímá o určitou činnost a sleduje všechny aktuální zprávy o ní (př. a follower of fashion)
3. osoba, která dělá věci poté, co je někdo jiný udělal jako první (př. She is a leader, not a follower)[2]

## Follower na sociálních sítích
Follower sleduje a zobrazuje si příspěvky jiných uživatelů, firem a značek na sociálních médiích, jakými jsou například Facebook, Instagram, Twitter, YouTube nebo TikTok. Jedná se o příspěvky ve formě fotografií (fotografie mohou také obsahovat kratší či delší popisek, který se nejčastěji nachází nad fotografií či pod fotografií), videí, psaných textů, tweetů (krátké textové příspěvky, umisťované na americkou sociální síť Twitter). Jedním z ukazatelů úspěšnosti tvůrce je počet followerů, tedy čím větší počet followerů tvůrce má, tím vyšší je jeho dosah příspěvků mezi uživateli sociálních sítí. Cílem tvůrců je, aby se jejich příspěvky dostaly mezi co největší počet uživatelů sociálních médií a získali si tak jejich přízeň.
Lidé se aktivně zapojují tím, že likují, tedy označují příspěvky jako „To se mi líbí“, sdílejí (přeposílají dále) nebo retweetují příspěvek (na Twitteru sdílejí příspěvek, který původně vytvořil jiný uživatel), pokud v něm najdou hodnotu, ale sledování je mnohem víc než to. Naznačuje to, že uživatel má zájem dostávat neustálé aktualizace z tvorby, má zájem o témata, která tvůrce na sociálních sítích zpracovává. Sledování v podstatě ukazuje, že existuje vyšší úroveň zapojení a dlouhodobý zájem o obsah, který tvůrce vytváří na svých sociálních sítích.

## Followeři na Instagramu
Sociální síť Instagram dosáhla ve 3. čtvrtletí 2021 dvou miliard aktivních uživatelů a nadále roste počet followerů stabilním tempem. Do roku 2023 má podle odhadů dosáhnout 2,5 miliardy aktivních uživatelů.
Podle statistik je 70 % uživatelů Instagramu mladších než 35 let, ale podobně jako na Facebooku se od roku 2018 každým rokem zvyšuje procento uživatelů starších 35 let.